# Religio licita

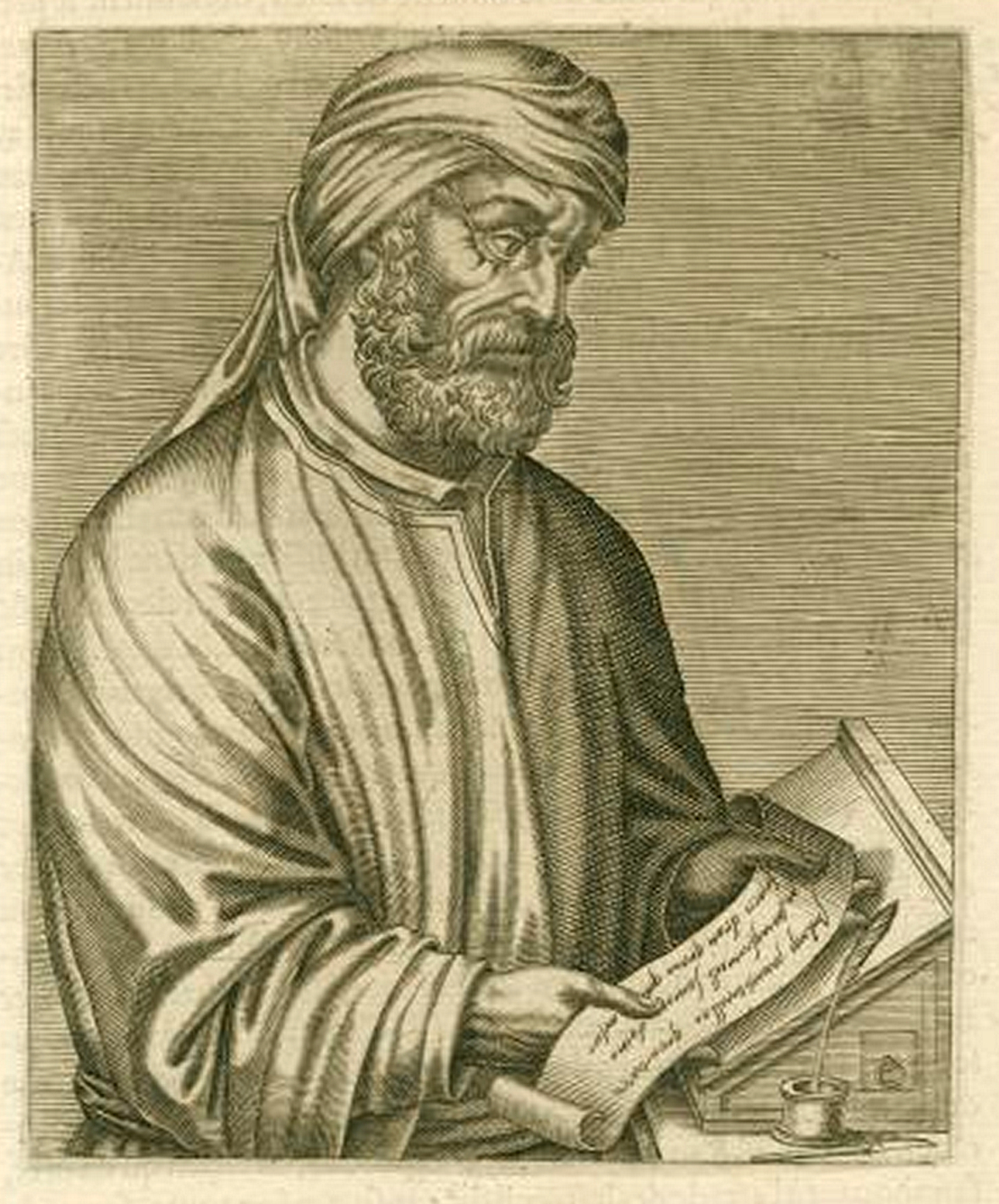
Tertuliano, en su obra Apologeticum, utilizó el término «Religio licita» para referirse al estatus especial de la religión judía en el Imperio romano.

Religio licita («religión permitida», también traducida como «religión aprobada») es una frase utilizada en el Apologeticum de Tertuliano para describir el estado especial de los judíos en el Imperio romano. No era un término oficial en el derecho romano.

## Características
Aunque aparece en un solo texto patrístico y no en fuentes o inscripciones romanas clásicas, la frase ha generado abundantes conjeturas académicas sobre su posible significado. Algunos eruditos han ido tan lejos como para imaginar que todas las religiones bajo el Imperio tenían un estatus legal como licita o illicita, a pesar de la ausencia de textos antiguos que se refieran a estas categorías. La opinión más extrema ha sostenido que la frase de Tertuliano significa que todas las religiones extranjeras requieren una licencia del gobierno romano. Sin embargo, era costumbre romana permitir o incluso alentar a los pueblos sometidos de la provincia romana y comunidades extranjeras en Roma mantener su religión ancestral, a menos que prácticas específicas fueran consideradas como disruptivas o subversivas: «Una religio era licita para un grupo en particular sobre la base de la tribu o nacionalidad y prácticas tradicionales, junto con la condición de que sus ritos no eran ofensivos para el pueblo romano o sus dioses».
Tertuliano usa la frase en un pasaje que sostiene que los cristianos deberían tener la misma libertad para practicar su religión que cualquier otro de los habitantes del imperio; el pasaje en sí mismo, no la frase religio licita, es una prueba de la tolerancia general otorgada bajo el sistema de religión romano.

## El judaísmo comolicita
Religio licita se ha tomado a veces como un reconocimiento formal o una carta que se originó con Julio César y que se encarnó en diversas leyes romanas relativas a los judíos, concebidas como una política coherente. De hecho, los diversos privilegios y exenciones otorgados a los judíos fueron respuestas a quejas o solicitudes específicas, realizadas en el contexto de la red de mecenazgo tradicional, y no tenían nada que ver con un supuesto estatus de religio licita. En la medida en que los romanos respetaban el judaísmo, se debía a la gran antigüedad de la religión, considerándose la tradición ancestral como una fuente de estabilidad social y política.
Se ha observado que «los magistrados romanos trataban a los judíos de la forma en que lo hacían, no porque fueran conscientemente tolerantes, sino simplemente porque no tenían ninguna razón para obstaculizar el libre ejercicio de las prácticas religiosas judías».

## El cristianismo comoillicita
Algunos estudiosos han argumentado que el cristianismo fue declarado una religio illicita (una religión no permitida o ilegítima) por Domiciano en los años 80 d. C. Aunque este término no aparece en ninguna parte, se ha conjeturado que una declaración del cristianismo como illicita era la base legal para las persecuciones oficiales. Sin embargo, «no había ninguna ley, ni sección existente de la ley penal, ni legislación especial dirigida contra los cristianos, bajo la cual los cristianos fueron procesados en los dos primeros siglos». Roma carecía de una política uniforme o un código legal relativo a los cultos extranjeros y, antes de la hegemonía cristiana en el siglo IV, no existía un lenguaje legal para designar un concepto análogo a «herejía» o crímenes contra la religión ortodoxa.
Bajo Constantino el Grande, el cristianismo y otras religiones se toleraron con el Edicto de Milán en 313. La tolerancia no se extendió a las religiones que practicaban el sacrificio humano, como el druidismo. Este estado de cosas duró hasta 380, cuando se adoptó el cristianismo niceno como religión estatal del Imperio romano, después de lo cual comenzó la persecución de los cultos no cristianos y no nicenos. Prisciliano fue ejecutado por herejía en 385 y Teodosio I comenzó a prohibir los rituales religiosos tradicionales de Roma en 391.